# 姜作强
姜作强（1919年11月—），山东省蓬莱人。中华人民共和国政治人物。

## 生平
1946年，加入中国共产党。曾任蓬莱县村文书，蓬莱北海银行工作人员，中南贸易公司工作人员，武汉市军管会海关贸易处工作人员。1950年10月，出任华中花纱布公司仙桃办事处主任、经理兼沔阳县百货公司经理。1951年7月，出任沔阳县工商科副科长。1953年1月任科长，同年11月任沔阳县副县长兼县供销合作总社主任（1955年3月兼任沔阳县计委副主任，县供销合作联社理事会主任）。1956年4月，改任中共沔阳县委副书记。1957年3月，任沔阳县委书记处书记。1960年1月，任沔阳县县长、县人民委员会党组书记，兼县委监察委员会书记、县委统战部部长，县计划委员会主任。1965年10月，出任中共沔阳县委书记，后兼任焦枝铁路沔阳师政治委员。四清运动中，1966年7月1日时任县委书记的姜作强（及县长郭贯三）被迫做检讨。1970年8月，任京山县革委会副主任。1971年4月至1974年6月，担任潜江县委副书记（1971年3月至1974年6月，担任潜江县革命委员会副主任）。1974年6月至1978年3月，担任潜江县委书记兼县人武部政委。1978年，担任湖北省农业机械局副局长。1982年离休。